# Силы быстрого реагирования
Силы быстрого реагирования — часть (экспедиционная армия) вооруженных сил, которая предназначена для решения внезапно возникающих задач в различных регионах.
В качестве таких сил используются обычно воздушно-десантные войска, морская пехота, части сухопутных войск повышенной боеготовности, а также подразделения специального назначения.
В районах оперативного предназначения для таких сил часто заблаговременно складируются вооружение, материально-технические средства, оборудуются аэродромы, причалы, плацдармы, базы.

## Формирования
В соответствии с военным делом того или иного государства или страны к силам быстрого реагирования относили и относят:
- Силы быстрого реагирования ВС Литвы;
- Силы быстрого реагирования ВС Республики Македонии;
- Силы быстрого реагирования NATO (NATO Response Force, NRF);
- Силы быстрого реагирования (Судан)
- и так далее.